# Resolutie 867 Veiligheidsraad Verenigde Naties
Resolutie 867 van de Veiligheidsraad van de Verenigde Naties werd op 23 september 1993 unaniem aangenomen. Met deze resolutie richtte men de UNMIH-vredesmacht in Haïti op.

## Achtergrond
Na decennia onder dictatoriaal bewind won Jean-Bertrand Aristide in december 1990 de verkiezingen in Haïti. In september 1991 werd hij met een staatsgreep verdreven. Nieuwe verkiezingen werden door de internationale gemeenschap afgeblokt waarna het land in de chaos verzonk. Na Amerikaanse bemiddeling werd Aristide in 1994 in functie hersteld.

## Inhoud

### Waarnemingen
De Veiligheidsraad had een brief van Haïti doorgestuurd gekregen met het verzoek aan de Verenigde Naties om hulp bij het op touw zetten van een nieuwe politiemacht en het moderniseren van het leger. Op 3 juli hadden de president van Haïti en de bevelhebber van het leger van het land een akkoord gesloten om terug te keren naar vrede en stabiliteit. In dat akkoord vroegen zij een nieuwe politie en een modernisering van het leger. De Veiligheidsraad vond het noodzakelijk dat akkoord uit te voeren zodat de regering, inclusief politie en leger, opnieuw normaal konden functioneren; ook al omwille van het escalerende politieke geweld in Haïti.

### Handelingen
De Veiligheidsraad autoriseerde de VN-missie UNMIH voor een periode van zes maanden, doch zou ze enkel als vooruitgang werd geboekt bij het uitvoeren van het akkoord langer dan 75 dagen blijven. De missie zou bestaan uit maximaal 567 politiewaarnemers en zo'n 700 militairen waaronder 60 instructeurs. De waarnemers zouden de Haïtiaanse politie begeleiden, opleiden en hun operaties waarnemen. De militairen zouden instaan voor de modernisering van het leger en volgende rol vervullen:
a. Niet-gevechtsopleiding geven,
b. De bouweenheid zal projecten uitvoeren zoals vermeld in secretaris-generaal Boutros Boutros-Ghalis rapport.
De Veiligheidsraad verwelkomde de intentie van de secretaris-generaal om de missie onder zijn Speciale Vertegenwoordiger en de Organisatie van Amerikaanse Staten (OAS) te plaatsen. Die zag ook toe op de Internationale Civiele Missie MICIVIH zodat diens ervaring en informatie kon worden benut.
Haïti werd gevraagd de veiligheid en bewegingsvrijheid van het VN-personeel te verzekeren en zo snel mogelijk een status of mission-akkoord te sluiten. De fracties in het land werden opgeroepen het geweld af te zweren.
De secretaris-generaal werd gevraagd te zorgen voor de financiering van de missie en aan de lidstaten werd om een bijdrage en personeel gevraagd voor beide componenten van UNMIH. Zo konden ze Haïti helpen met het herstel van de democratie.

## Verwante resoluties
- Resolutie 861 Veiligheidsraad Verenigde Naties
- Resolutie 862 Veiligheidsraad Verenigde Naties
- Resolutie 873 Veiligheidsraad Verenigde Naties
- Resolutie 875 Veiligheidsraad Verenigde Naties

Lijst ·  800 ·  801 ·  802 ·  803 ·  804 ·  805 ·  806 ·  807 ·  808 ·  809 ·  810 ·  811 ·  812 ·  813 ·  814 ·  815 ·  816 ·  817 ·  818 ·  819 ·  820 ·  821 ·  822 ·  823 ·  824 ·  825 ·  826 ·  827 ·  828 ·  829 ·  830 ·  831 ·  832 ·  833 ·  834 ·  835 ·  836 ·  837 ·  838 ·  839 ·  840 ·  841 ·  842 ·  843 ·  844 ·  845 ·  846 ·  847 ·  848 ·  849 ·  850 ·  851 ·  852 ·  853 ·  854 ·  855 ·  856 ·  857 ·  858 ·  859 ·  860 ·  861 ·  862 ·  863 ·  864 ·  865 ·  866 ·  867 ·  868 ·  869 ·  870 ·  871 ·  872 ·  873 ·  874 ·  875 ·  876 ·  877 ·  878 ·  879 ·  880 ·  881 ·  882 ·  883 ·  884 ·  885 ·  886 ·  887 ·  888 ·  889 ·  890 ·  891 ·  892